# Résolution 1013 du Conseil de sécurité des Nations unies
Membres permanents
- Chine
- États-Unis
- France
- Royaume-Uni
- Russie

Membres non permanents
- Allemagne
- Argentine
- Botswana
- Honduras
- Indonésie
- Italie
- Nigéria
- Oman
- République tchèque
- Rwanda

Résolution no 1012 Résolution no 1014
La résolution 1013 du Conseil de sécurité des Nations Unies, adoptée à l'unanimité le 7 septembre 1995, après avoir rappelé les résolutions 918 (1994), 997 (1995) et 1011 (1995) sur la situation au Rwanda, a créé une commission d'enquête internationale sur les flux d'armes vers l'ancien gouvernement rwandais. forces armées dans la région des Grands Lacs africains.
Le Zaïre (aujourd'hui République démocratique du Congo) avait proposé la création d'une commission internationale chargée d'enquêter sur les livraisons d'armes aux anciennes forces gouvernementales rwandaises. Le Conseil de sécurité a reconnu l'influence déstabilisatrice que cela avait sur la région et qu'elle pouvait être évitée grâce aux efforts de coopération de tous les gouvernements. Des préoccupations ont de nouveau été exprimées face aux violations de l'embargo sur les armes contre le Rwanda.
Le Secrétaire général Boutros Boutros-Ghali a alors été autorisé à créer la commission d'enquête avec le mandat suivant: 
1. enquêter sur les livraisons d'armes aux anciennes forces gouvernementales rwandaises dans la région des Grands Lacs, en violation de l'embargo sur les armes ;
2. enquêter sur les allégations selon lesquelles ces forces recevaient une formation visant à déstabiliser le Rwanda ;
3. identifier les parties qui fournissent les armes ;
4. recommander des mesures susceptibles de mettre un terme au flux illégal d'armes dans la sous-région.

La commission serait composée de cinq à dix experts juridiques, militaires et policiers impartiaux et respectables. Tous les pays et organisations ont été priés de fournir à la commission d'enquête des informations relatives au mandat de la commission. Dans un délai de trois mois, le Secrétaire général était tenu de rendre compte des décisions de la commission et de ses recommandations.
Tous les pays dans lesquels la commission serait active ont été invités à :
1. adopter des mesures pour que la commission puisse travailler librement et en toute sécurité ;
2. fournir toute information demandée par la commission ;
3. permettre l'accès à n'importe quel endroit, y compris les points frontaliers, les aéroports et les camps de réfugiés ;
4. adopter des mesures pour assurer la liberté des témoins et des experts et garantir la sécurité de ses membres ;
5. permettre la liberté de mouvement aux membres de la commission afin qu'ils puissent s'entretenir librement ;
6. accorder les privilèges et immunités pertinents à ses membres conformément à la Convention sur les privilèges et immunités des Nations unies.

Enfin, les États membres ont été invités à fournir un financement permettant à la commission de mener à bien son mandat.

## Voir également
- Guerre civile rwandaise
- Génocide des Tutsis au Rwanda
- Mission des Nations unies pour l'assistance au Rwanda